# Exetastes postornatus
Exetastes postornatus är en stekelart som beskrevs av Théobald 1937. Exetastes postornatus ingår i släktet Exetastes och familjen brokparasitsteklar. Inga underarter finns listade i Catalogue of Life.